# 大福寺 (岡山市)
大福寺(だいふくじ)は、岡山県岡山市中区御成町にある真言宗御室派の寺院。山号は聖満山、院号を法城院という。岡山三十三番札所、岡山二十一ヶ所霊場。

## 歴史
天平勝宝年間（749年 - 757年）、報恩大師が和気郡伊部村に創建した備前四十八ヵ寺の一つ。寛永年間（1624年 - 1644年）に上道郡古門田村へ移転し、その後現在地へ移転した。安永元年（1772年）に龍尊の代に本堂、大師堂、毘沙門堂を建立、寛政11年（1799年）、尊俊の代に客殿、釣屋、庫裡等を建立した。大正15年（1926年）には幣立山能満寺大徳院を合併した。昭和20年（1945年）6月29日の岡山大空襲で安永、寛永再建の諸堂のうち客殿、釣屋、庫裏、土蔵、山門を残して焼失した。現在の本堂、大師堂は平成15年（2003年）に再建されたもの。平成24年（2012年）には書院が建立された。

## 境内
客殿、釣屋、庫裏、土蔵、山門、本堂、大師堂、書院

## 寺宝
- 請雨曼荼羅
- 三尊弥陀掛け軸

## 関連資料
- 『神社仏閣を巡る まいられぇ岡山』山陽新聞社（2017年版、26頁）
- 『岡山市史』